# Unelcus pictus
Unelcus pictus là một loài bọ cánh cứng trong họ Cerambycidae.